# Dan & Dave Buck
Dan & Dave Buck, oft einfach nur Dan & Dave, sind zwei US-amerikanische Zauberkünstler, die sich vor allem auf die Kartenkunst spezialisiert haben.

## Leben
Dan & Dave Buck sind Zwillinge, die im Alter von 11 Jahren ihre Leidenschaft für die Kartenkunst erkannten. Sie wuchsen in Sonora, Kalifornien auf und befassten sich nach eigenen Angaben jeden Tag 16 Stunden mit der Materie. Mit 15 Jahren verfassten sie zusammen ihr erstes Buch, welches etwa 50 neue Kartentechniken und Ideen enthielt. Mit 16 Jahren drehten sie ein Video, mit der sie Aufmerksamkeit auf sich zogen. Dadurch bekamen sie die Chance, ihre erste DVD zu veröffentlichen, die zwei Jahre später unter dem Titel The System erschien. 
Im Sommer 2003 waren die beiden als jüngste Künstler auf dem Cover des Zaubermagazins GENII. Der Filmproduzent Joe Carnahan wurde auf sie aufmerksam und so wurden sie als Doubles für den Schauspieler Jeremy Piven in dem Film Smokin’ Aces verpflichtet. Dort waren sie in allen Szenen, die mit Karten zu tun hatten, zu sehen. Die Hände von Dan and Dave waren außerdem 2008 in jeder Folge der Sendung LazyTown zu sehen, in denen Sportacus mit Karten hantierte. Außerdem drehten sie einen Werbespot für das Handy „Blackjack“ von Samsung. 2009 demonstrierten die beiden in der Sendung Time Warp auf dem Discovery Channel, mit welchen Tricks und Techniken Pokerspieler schummeln. Sie sind Veranstalter des internationalen Zauberkongresses Magic-con. Insgesamt veröffentlichten sie fünf DVDs und zusätzlich mehrere Manuskripte und Downloads, in denen sie Kartentricks und Flourishes erklären.